# Willie Kemp
Willie Devale Kemp (Bolivar, 1º gennaio 1987) è un ex cestista statunitense.

## Palmarès
- Campionato lettone: 1

Ventspils: 2013-14
- Lega Balcanica: 1

Pristina: 2015-16
- Superliga e Kosovës në Basketboll

Pristina: 2016, 2017